# Chiesa di San Marciano (Taurasi)
La chiesa di San Marciano è la parrocchiale di Taurasi, in provincia e diocesi di Avellino; fa parte della zona pastorale di Mirabella Eclano.

## Storia
La primitiva chiesa taurasina venne fondata dai Longobardi nel VII secolo sui resti d'un antico tempio pagano di epoca romana.
Tuttavia, questo edificio fu raso al suolo dai Saraceni all'inizio del X secolo; il luogo di culto, una volta ricostruito, venne consacrato nel 1150.
La parrocchiale, fortemente danneggiata dall'evento sismico del 1702 e da quello del 1732, venne interessata da una totale ricostruzione nel 1745.
Alcune ristrutturazioni della chiesa furono condotte nell'Ottocento; l'edificio venne poi restaurato nel 1950 e nuovamente successivamente al terremoto dell'Irpinia del 1980.
Nel 2006 si procedette all'esecuzione dell'adeguamento liturgico mediante l'aggiunta del nuovo altare rivolto verso l'assemblea.

## Descrizione

### Esterno
La facciata della chiesa, rivolta a sudovest, presenta centralmente il portale d'ingresso, sormontato da una raffigurazione del Santo patrono dipinta nel 1997 da Antonio Froncillo, e sopra una finestra affiancata da due cornici ovali; il prospetto è inoltre scandito da due lesene sorreggenti il timpano di forma triangolare.
Annesso alla parrocchiale è il campanile in pietra a base quadrata, che misura un'altezza di circa 25 metri; la cella presenta su ogni lato una monofora a tutto sesto.

### Interno
L'interno dell'edificio si compone di un'unica navata, sulla quale si affacciano le cappelle laterali, introdotte da archi a tutto sesto, e le cui pareti sono scandite da lesene terminanti con capitelli corinzie e sorreggenti la trabeazione modanata e aggettante sopra la quale si imposta la volta a botte; al termine dell'aula si sviluppa il presbiterio, rialzato di alcuni gradini, delimitato da balaustre e chiuso dall'abside semicircolare.
Qui sono conservate diverse opere di pregio, tra le quali l'altare maggiore, donato nel 1747 da Pietro degli Uberti, e l'organo, costruito nel 1726.